# Pietro Brollo
Pietro Brollo (ur. 1 grudnia 1933 w Tolmezzo, zm. 5 grudnia 2019 tamże) – włoski duchowny katolicki, arcybiskup metropolita Udine (2000–2009), arcybiskup senior tej diecezji (od 2009).

## Życiorys
Studiował w Seminarium Archidiecezjalnym w Udine oraz na Papieskim Uniwersytecie Laterańskim, gdzie uzyskał dyplom z teologii.
17 marca 1957 otrzymał święcenia kapłańskie z rąk arcybiskupa Udine Giuseppe Zaffonato.
W latach 1957–1972 pełnił posługę wikarego w diecezji Udine. Następnie piastował stanowiska: rektora Seminarium Duchownego w Udine (1972–1976) i dziekana Ampezzo (1972–1981) oraz Gemona del Friuli (1981–1985).
Nominację na biskupa pomocniczego Udine otrzymał 21 października 1985. Msza konsekracyjna odbyła się 4 lutego 1986 w katedrze w Gemonie del Friuli, a konsekratorami byli: Alfredo Battisti, Domenico Pecile i Emilio Pizzoni.
W dniu 2 stycznia 1996 został biskupem diecezjalnym Belluno-Feltre. Ingres odbył się 3 marca 1996.
28 października 2000 roku został arcybiskupem metropolitą Udine. Ingres odbył się 7 stycznia 2001.
Był członkiem Komisji Episkopatu Włoch ds. kultury i komunikacji społecznej oraz Konferencji Episkopatu Włoch.
20 sierpnia 2009 przeszedł na emeryturę, a jego następcą został Andrea Bruno Mazzocato.